# Diana Ross Presents The Jackson 5
| 전문가 평가   | 전문가 평가 |
| 평가 점수     | 평가 점수   |
| 출처          | 점수        |
| ------------- | ----------- |
| AllMusic      | [ 2 ]       |
| Rolling Stone | [ 3 ]       |

《Diana Ross Presents The Jackson 5》는 1969년 12월 12일 모타운 레이블에 발매된 인디애나주 게리의 소울 패밀리 밴드 잭슨 5의 데뷔 스튜디오 음반이다. 잭슨 5의 리드 싱어, 마이클(나중에 그는 스스로 세계적으로 인정받는 팝스타가 되었고 "팝의 황제"가 되었다.)이라는 이름의 10대 초반의 소년과 그의 네 형 재키, 치토, 저메인, 말런은 이번 음반 발매 몇 달 만에 대중음악을 성공시켰다. 《Diana Ross Presents the Jackson 5》의 유일한 싱글 〈I Want You Back〉은 음반 발매 몇 주 만에 미국 빌보드 핫 100에서 1위를 차지했고 결국 전세계적으로 5백만 장이 팔렸다. 이 음반은 미국 빌보드 200 차트에서 5위에 올랐고 미국 R&B/블랙 음반 차트에서 9주 동안 1위를 차지했다.
이 음반 제목은 모타운 스타 다이애나 로스가 이 그룹을 발견했다는 것을 암시했고, 뒷면 커버에 있는 로스펜 라이너 노트도 마찬가지였다. 로스가 잭슨 5를 발견한 것은 사실 모타운의 잭슨 5에 대한 마케팅 및 프로모션 계획의 일부였다. 그것들을 발견한 사람은 모타운 프로듀서 바비 테일러였을지도 모른다. 잭슨 5의 아버지이자 매니저인 조 잭슨은 "우리 가족에게 도움의 손길을 뻗친 사랑스러운 글래디스 나이트"에게 감사를 표하며 모타운 경영진에 전화를 걸어 그들의 스케줄에서 벗어나서 우리와 만날 수 있도록 열심히 이야기를 나누었다. 그녀는 다른 사람들보다 우리를 먼저 믿었다. 항상 고맙다고 말했다. 또한 나이트는 그녀가 잭슨 5를 모타운의 관심을 끌게 했다고 말했다. 그럼에도 불구하고, 로스는 자신이 맡은 역할을 받아들였고 그룹을 홍보하는데 도움을 주었고, 특히 젊은 마이클 잭슨을 스타로 키웠다.

## 곡 목록
| #  | 제목                                | 작사·작곡              | 재생 시간 |
| -- | ----------------------------------- | ---------------------- | --------- |
| 1. | 〈Zip-a-Dee-Doo-Dah〉               | 레이 길버트, 앨리 루벨 | 3:18      |
| 2. | 〈Nobody〉                          | 코퍼레이션             | 2:54      |
| 3. | 〈I Want You Back〉                 | 코퍼레이션             | 3:04      |
| 4. | 〈Can You Remember〉                | 톰 벨, 윌리엄 하트     | 3:10      |
| 5. | 〈Standing in the Shadows of Love〉 | 홀랜드-도지어-홀랜드   | 4:06      |
| 6. | 〈You've Changed〉                  | 제시 리스              | 3:16      |

| #  | 제목                        | 작사·작곡                                       | 재생 시간 |
| -- | --------------------------- | ----------------------------------------------- | --------- |
| 1. | 〈My Cherie Amour〉         | 스티비 원더, 실비아 모이, 헨리 코스비           | 3:44      |
| 2. | 〈Who's Lovin' You〉        | 스모키 로빈슨                                   | 4:06      |
| 3. | 〈Chained〉                 | 프랭크 윌슨                                     | 2:54      |
| 4. | 〈(I Know) I'm Losing You〉 | 코넬리우스 그랜트, 노먼 화이트필드, 에디 홀랜드 | 2:16      |
| 5. | 〈Stand!〉                  | 슬라이 스톤                                     | 2:30      |
| 6. | 〈Born to Love You〉        | 아이비 조 헌터, 윌리엄 "미키" 스티븐슨          | 2:38      |